# 楢原誠慈
楢原 誠慈（ならはら せいじ、1956年10月17日 - ）は、日本の実業家。元東洋紡代表取締役社長。関西経済連合会副会長。元日本紡績協会会長。元日本化学繊維協会会長。

## 人物・経歴
福岡県出身。東京大学法学部卒。1988年東洋紡績入社。1996年グループ経営管理部長。同年財務経理部長。2009年参与財務部長。2010年執行役員財務部長。同年執行役員経営企画室長。2011年取締役兼執行役員経営企画室長。2012年取締役兼執行役員グローバル推進本部長。2014年表取締役社長兼社長執行役員。2016年日本紡績協会会長。2017年日本化学繊維協会会長。2019年日本紡績協会副会長。2021年東洋紡取締役会長。2023年関西経済連合会副会長。